# Mạc Công Tài
 (avril 2019).
Si vous disposez d'ouvrages ou d'articles de référence ou si vous connaissez des sites web de qualité traitant du thème abordé ici, merci de compléter l'article en donnant les références utiles à sa vérifiabilité et en les liant à la section « Notes et références ».
Mạc Công Tài (鄚公材, ?-1833) ou Mạc Công Thôn (鄚公村) est un mandarin de la dynastie Nguyễn, dirigeant du Hà Tiên de 1830 à 1832. Il est le petit-fils de Mạc Thiên Tứ.